# Pesquisa participativa
Os Princípios fundamentais da pesquisa participativa: Segundo HAGUETTE, T. M. F. Metodologias Qualitativas na Sociologia. 6 ed. Petrópolis: Vozes, 1999. 224p. são:
a) a possibilidade lógica e política de sujeitos e grupos populares serem os produtores diretos ou associados do próprio saber que mesmo popular não deixa de ser científico;
b) o poder de determinação de uso e do destino político do saber produzido pela pesquisa, com ou sem a participação de sujeitos populares em suas etapas;
c) o lugar e as formas de participação do conhecimento científico erudito e de seu agente profissional do saber, no ‘trabalho com o povo’ que gera a necessidade da pesquisa, e na própria pesquisa que gera a necessidade da sua participação.
As pesquisas tendo como princípio único a geração de conhecimentos de especialistas, para serem transmitidos de forma vertical aos atendidos pelos seus resultados, assim como a própria transferência de tecnologia, vêm sendo questionadas em suas concepções e eficiências.
Um exemplo:
Muitos agricultores sob este conceito de pesquisa, abandonaram o campo e desistiram de suas profissões, por causa de ideias muito bem pesquisadas mas completamente fora da realidade de quem as recebia e para quem eram destinadas. Isto se deveu as pesquisas por não considerarem, em algumas vezes, o contexto, a quem se destinavam, ou sua realidade, ou fatores que eram importantes aos mesmos, muitas vezes culturais, educacionais, sociais, ambientais ou econômicos.
Outra razão forte para esta decadência da pesquisa tradicional é que os pesquisadores muitas vezes não retornavam os resultados de suas pesquisas aos seus objetos de estudo. O que é mais difícil de ocorrer em pesquisas feitas de forma participativa.
Formas de Participação:
De acordo com vários autores, existem diferentes tipos de participação.
Por exemplo, a autora Sherry R. Arnstein criou 8 degraus da escada da participação, nos quais cada degrau acima aumenta o grau de participação:
Níveis de poder cidadão:
8  	Controle cidadão;
7 	Delegação de poder;
6 	Parceria.
Níveis de concessão mínima de poder:
5 	Pacificação;
4 	Consulta;
3 	Informação.
Não-Participação:
2 	Terapia;
1 	Manipulação.
Formas de Pesquisa participativa:
- Pesquisa participativa, segundo Souza e outros (2008): uso de técnicas como entrevistas, interação pesquisadores, extensionistas e agricultores com o objeto pesquisado, ênfase nos processos e em trabalhos de campo contínuos. Segundo Barbier (1996): “definição de uma estratégia de intervenção baseada na construção de relações mais democráticas entre os atores”.
Existem algumas semelhanças entre a pesquisa a pesquisa-ação e a participante, pois ambas se caracterizam pela interação entre os pesquisadores e as pessoas envolvidas nas situações investigadas. A principal diferença está no caráter emancipador da pesquisa-participante. Enquanto a pesquisa-ação supõe alguma forma de ação, que pode ser de caráter social, educativo, técnico ou outro, a pesquisa participante tem como propósito fundamental a emancipação das pessoas ou das comunidades que a realizam.
- Pesquisa-ação segundo Souza e outros (2008): observação, análise, coleta de dados, identificação e definição de problemas, planejamento de ações, execução e avaliação em conjunto. Segundo Barbier (1996): “... permite avanços no diálogo técnico, ampliando a percepção dos atores envolvidos quanto à realidade  dos agricultores, a ponto de produzir conhecimentos para transformá-la”. O termo pesquisa-ação foi cunhado em 1946 por Kurt Lewin, nos Estados Unidos no período, que se seguiu à Segunda Guerra Mundial, com propósitos de integração social, ao desenvolver trabalhos que tinham como propósito a integração de minorias étnicas à sociedade norte-americana. Assim, definiu pesquisa-ação como uma pesquisa que não apenas contribui para a produção de livros, mas também conduz a ação social.
- Pesquisa participante
A visão dos modelos de pesquisa participativa para a Administração:
Pode-se dizer que os modelos participativos tendem a gerar maior eficiência nos processos e rotinas da organização possibilitando aos gestores delegar maior responsabilidade e funções aos colaboradores.